# Imerinaea
Imerinaea é um género botânico pertencente à família das orquídeas (Orchidaceae).